# Sputnik (film)
Sputnik (russisk: Спутник) er en russisk spillefilm fra 2020 af Jegor Abramenko.

## Medvirkende
- Oksana Akinsjina som Tatjana Jurjevna Klimova
- Fjodor Bondartjuk som Semiradov
- Pjotr Fjodorov som Konstantin
- Anton Vasiljev som Jan Rigel
- Vitalija Kornijenko